# Lisa Streich
Lisa Streich   (Norra Råda församling, 19 d'abril de 1985) és una compositora sueca de música clàssica contemporània. Els instruments motoritzats i els acords espectrals caracteritzen les seves obres.

## Biografia
Nascuda el 1985 a Norra Rada (Suècia), Lisa Streich va estudiar composició i orgue a Berlín, Estocolm, Salzburg, París i Colònia, fet que ha portat que la seva formació musical fos tan intensa i variada. Actualment és beneficiària d'una beca a la NMH.
Lisa Streich ha rebut encàrrecs de diverses institucions prestigioses, com ara el Lucerne Festival, la Berliner Philharmoniker, el Cor de Ràdio Suec, l'Ensemble intercontemporani, el Quartet Diotima, l’Orquestra NDR Elbphilharmonie i la Shizuoka Concert Hall. Ha col·laborat notablement amb Kirill Petrenko, Alan Gilbert i Matthias Pintscher.
En una de les entrevistes que li varen fer a l'Auditori de Barcelona l'any 2025 va dir:
| «              | crec que vaig néixer com a compositora. El que passa és que quan he decidit canviar de ciutats, escoles i mestres és perquè em defineixo com a molt curiosa i he intentat sempre trobar coses noves, així com nous horitzons. I això, d'alguna manera, s'acaba reflectint a la meva obra. | » |
| — Lisa Streich | |   |

## Primers anys
El seu interès per la música va començar ben aviat, quan amb només tres anys va escoltar el musical West Side Story i va quedar completament fascinada per la seva música. Aquella experiència la va marcar profundament i, emocionada, va demanar a la seva mare si podia començar a tocar el violí. Amb els anys, va continuar formant-se musicalment, estudiant tant el violí com el piano, però amb el temps va començar a percebre que l’escenari no era el seu lloc. Tal com explica en una entrevista al CFB Podcast, va ser entre els 14 i els 18 anys quan, immersa en els estudis musicals, va descobrir la seva veritable vocació: la composició.
| «                                                      | Em vaig mudar del camp a Berlín. I vaig anar a un concert i hi havia una compositora al programa. I fins aleshores no sabia que era possible que les dones poguéssin ser compositores. Alserhores, vaig decidir que jo seria una d'elles | » |
| — Lisa Streich (EP 3. - CFB Podcast - SHE IS SPEAKING) | |   |

## Vida personal
Streich viu a Gotland, a Suècia, amb els seus tres fills. Una persona que ha tingut una gran influència en la seva vida és el dissenyador de moda Karl Lagerfeld, a qui admirava no només per la seva personalitat, sinó especialment pel seu art i la seva creativitat, motius pels quals veia molts dels seus desfilades.

## Estil musical
L'estil musical de Lisa Streich es caracteritza pel seu enfocament innovador dins la música clàssica contemporània, integrant l'electrònica, l'experimentació tímbrica i l'ús d'instruments preparats i motoritzats. En les seves obres s'exploren contrastos sonors, estructures polifòniques i seqüències heterogènies, on conviuen allò poètic, allò polisèmic i allò incongruent.
Streich utilitza tècniques poc convencionals, com motors que modifiquen el so dels instruments —per exemple, pianos amb bandes de paper accionades mecànicament—, i crea paisatges sonors on el silenci, la fragilitat tímbrica i la combinació de sons mecànics i humans generen una tensió permanent. El seu estil es descriu com a “personal i innovador”, amb un llenguatge propi que busca noves formes d’expressió i una paleta de colors única.
A la seva obra destaquen els acords poc definits, flotants, acords espectrals, creats mitjançant l’ús de la “tonalitat espectral”. La crítica ressalta la precisió estructural, la capacitat d’evocar emocions profundes i la creació de “petits mons sonors” d’una gran originalitat i poder evocador.
L’estil de Lisa Streich es caracteritza per la seva riquesa tímbrica, la recerca de noves formes d’expressió i una estètica que combina allò sensorial i evocador amb la complexitat estructural.

## Obres
Llista completa de les obres musicals conegudes de Lisa Streich:
| Any  | Obra                                       | Formació | Durada  |
| ---- | ------------------------------------------ | --- | ------- |
| 2007 | Playing Berlin                             | Conjunt electrònic | 2' 30"  |
| 2008 | Von Den Sieben Plagen                      | Conjunt electrònic | 7'      |
| 2008 | Näcken                                     | Violí i conjunt electrònic | 10' 23" |
| 2008 | Der Zitronengelbe Klang                    | Baríton, soprano i tuba | 8'      |
| 2009 | Existenser                                 | Piano i conjunt electrònic | 10'     |
| 2009 | Lakalles                                   | Ensemble (flauta, clarinet, trombó, acordió, percussió, violí, viola violoncel, contrabaix) i conjunt electrònic                                                 | 9'      |
| 2009 | Ängen Dansar                               | Cor femení i conjunt electrònic | 10'     |
| 2010 | Askar                                      | Quartet de corda i conjunt electrònic | 9' 30"  |
| 2010 | Wallpapers                                 | Baríton i conjunt electrònic | 5' 30"  |
| 2010 | Halbwertzeiten Und Honig                   | Soprano, piano i amplificador per a piano | 12'     |
| 2011 | Joie                                       | Contrabaix i contrabaix | 7'      |
| 2011 | ...Mit Brennendem Öle                      | 12 instruments, 5 veus femenines i 5 veus d'infant | 12'     |
| 2011 | Askargot                                   | Quartet de corda | 8'      |
| 2011 | Grata                                      | Violoncel i ensemble (5 trombons, orgue, 2 arpes, violí, 2 violes, 1 contrabaix)                                                                                 | 15'     |
| 2012 | Pietà                                      | Violoncel, motors i conjunt electrònic | 7' 20"  |
| 2012 | Pietà                                      | Per ensemble (flauta, clarinet, percussió, piano, violí, viola, violoncel, contrabaix) i imatges                                                                 | 9'      |
| 2012 | Play Time                                  | Bicicleta i trio de percussió | 10'     |
| 2012 | Álv Alv Alva                               | Ensemble (flauta, oboe/corn anglès, clarinet, clarinet baix, contrafagot, trompa, trompeta, trombó, percussió, piano, violí 1 i 2, viola, violoncel, contrabaix) | 20'     |
| 2012 | Madonna Del Prato                          | Quartet de saxòfons | 9'      |
| 2012 | Asche                                      | Violoncel i clarinet | 15'     |
| 2013 | Alv                                        | Orquestra | 8'      |
| 2013 | Sai Ballare?                               | Violí, piano, violoncel motoritzat o trio de pianos | 8'      |
| 2013 | Agnel                                      | Cor de 12 veus, objectes, nen cantor i conjunt electrònic | 13'     |
| 2013 | Papirosn                                   | Ensemble (flauta, saxòfon, trombón, percussió, guitarra barroca, piano, violí, violoncel)                                                                        | 14'     |
| 2013 | Seraph                                     | Violoncel i orgue | 15'     |
| 2014 | "Der Zarte Faden Den Die Schönheit Spinnt" | Instal·lació de performance i quartet de percussió | 14'     |
| 2014 | Rue Cuvier ou Les Yeux Au Ciel             | Violoncel i acordió | 15'     |
| 2014 | Mjölk                                      | Ensemble (flauta, oboè, clarinet, contrafagot, trompa, trompeta, trombó, percussió 1 i 2, arpa, piano, violí 1 i 2, viola, violoncel, contrabaix) i sínia        | 20'     |
| 2014 | Maria Callas                               | Ensemble (flauta, oboè, clarinet, percussió, piano, violí, viola, violoncel)                                                                                     | 3'      |
| 2015 | (Engel, ... ) Noch Tastend                 | Quartet de corda | 20'     |
| 2015 | Vogel. Mehr Vogel (Als Engel)              | Quartet de corda | 10'     |
| 2015 | Sai Ballare?                               | Trio de pianos | 8'      |
| 2015 | Nebensonnen                                | Clarinet i trio de corda (violí, viola i violoncel) | 11'     |
| 2015 | Augenlinder                                | Guitarra preparada i orquestra | 20'     |
| 2016 | Fikonträdet                                | Contratenor i ensemble barroc (flauta dolça, violí barroc, viola de gamba, tiorba)                                                                               | 15'     |
| 2016 | Pietà                                      | Violoncel motoritzat i ensemble (flauta, clarinet, percussió, piano, violí, viola)                                                                               | 7'      |
| 2016 | Zucker                                     | Ensemble motoritzat (flauta, clarinet, percussió, piano, guitarra, violí, violoncel)                                                                             | 15'     |
| 2016 | Ark                                        | Orquestra de vents, 5 percussionistes i contrabaix | 12'     |
| 2017 | Fleisch                                    | Cello solista | 11'     |
| 2017 | Segel                                      | Orquestra | 13'     |
| 2017 | Stabat                                     | 32 veus distribuides en 4 cors | 27'     |
| 2017 | Safran                                     | Violí i piano motoritzat | 14'     |
| 2018 | Laub                                       | Violí, guitarra i cor | 15'     |
| 2018 | Predella                                   | 4 cors i ensemble | 13'     |
| 2018 | Minerva                                    | Cello barroc sol | 8'      |
| 2018 | Pietà                                      | Violoncel motoritzat, instal·lació motoritzada de piano, violoncel, violí i guitarra                                                                             | 8'      |
| 2018 | Mantel                                     | Orquestra de corda | 20'     |
| 2018 | Civil Song                                 | 32 veus | 14'     |
| 2019 | Francesca                                  | Ensemble (flauta, oboè, clarinet, percussió, piano, violí, viola, violoncel)                                                                                     | 25'     |
| 2019 | Laster                                     | Piano motoritzat i orquestra | 20'     |
| 2019 | Prima                                      | Flautista girant i llum | 10'     |
| 2019 | Händeküssen                                | Orquestra barroca | 12'     |
| 2019 | Crèche                                     | Piano sol | 2' 30"  |
| 2020 | Periphery                                  | Orquestra petita | 2' 30"  |
| 2020 | Peony's song                               | 16 veus, fuets i ensemble | 20'     |
| 2020 | Sternenstill                               | Quartet de corda | 15'     |
| 2020 | Falter                                     | Violí sol | 8'      |
| 2020 | Flügel                                     | Orquestra | 13'     |
| 2021 | Himmel                                     | Gran ensemble | 15'     |
| 2021 | Jubelhemd                                  | Quartet i orquestra | 18'     |
| 2021 | Neroli                                     | Violí i orquestra | 18'     |
| 2022 | Matrioshka                                 | Paetzold, bomba d'aire, melòdica i tallador d'ous | 8'      |
| 2022 | Rememory                                   | 12 veus i ensemble barroc | 14'     |
| 2022 | Ofelia                                     | Ensemble gran, piano motoritzat i 4 altaveus | 22'     |
| 2022 | Ballhaus                                   | Orquestra i accessoris | 24'     |
| 2023 | Ishjärta                                   | Orquestra | 15'     |
| 2023 | Vanilj                                     | 2 guitarres elèctriques | 12'     |
| 2023 | Kind                                       | Guitarra sola | 10'     |
| 2023 | Wunder                                     | Violí sol al piano | 5'      |
| 2024 | Vogue                                      | Gran ensemble (tothom cantant) | 17'     |
| 2024 | Orchestra Of Black Butterflies             | 2 pianos i 2 percussionistes (tothom brunzint) | 30'     |
| 2024 | Reigen                                     | Orquestra petita | 6'      |
| 2024 | Mignon Songs                               | Baríton i piano | 10'     |
| 2024 | Meduse                                     | Trompeta i orquestra | 23'     |

## Meduse(2024)
Meduse és una obra per a trompeta solista i orquestra que es basa en una nova visió de la figura mitològica de Medusa. L'obra explora el moment anterior a la seva transformació en monstre, centrant-se en la seva humanitat i les emocions internes del personatge, en una interpretació menys convencional i més introspectiva. Aquesta visió ofereix una perspectiva diferent dins de la història de Medusa, presentant-la com una figura més complexa i empàtica. La trompeta solista destaca com a vehicle per expressar aquesta tensió emocional.

## Guardons i reconeixements
Lisa Streich ha estat reconeguda amb diversos premis internacionals. Ha estat resident a la Cité Internationale des Arts de París i ha guanyat el Busoni Composition Prize (2013), el Roche Young Commission del Lucerne Festival (2017), el Premi Ernst von Siemens per a Joves Compositors (2017) i el Premi Villa Massimo (2016/2017). També ha estat guardonada amb el Claussen-Simon Composition Prize (2020), el Lilla Christ Johnson Composition Prize (2021) i el Premi Heidelberg (Heidelberger Künstlerinnenpreis) el 2022.